# Conus damottai
Conus damottai é uma espécie de gastrópode do gênero Conus, pertencente à família Conidae.

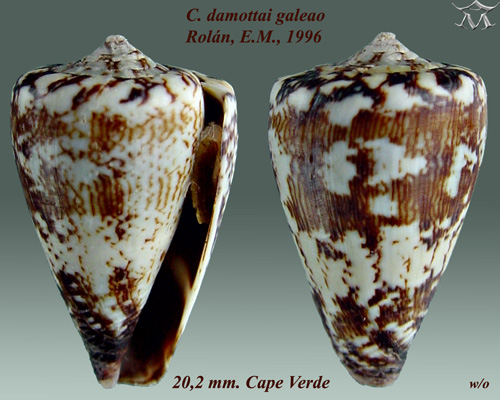
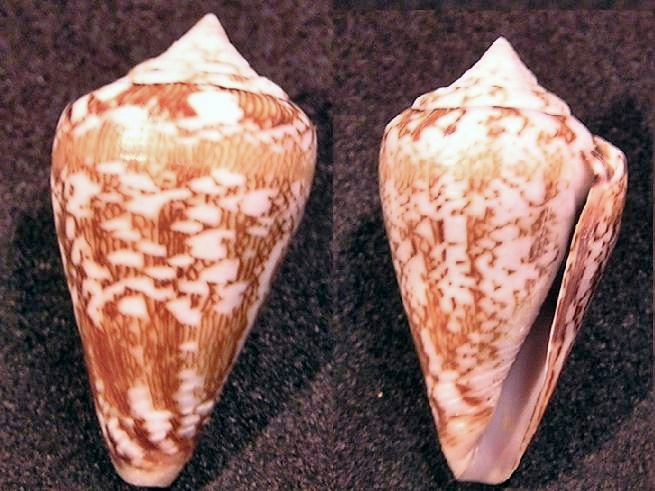